# ヴィックスバーグ (ミサイル巡洋艦)
ヴィックスバーグ(USS Vicksburg, CG-69)は、アメリカ海軍のミサイル巡洋艦。タイコンデロガ級ミサイル巡洋艦の23番艦。艦名は南北戦争におけるヴィックスバーグの戦いに因む。

## 艦歴
ヴィックスバーグはミシシッピ州パスカグーラのインガルス造船所で1990年5月30日に起工し、1991年9月7日に進水、1991年10月12日にトリシア・ロット（ミシシッピ州選出上院議員トレント・ロットの妻）によって洗礼を施され、1992年11月14日に就役した。
先代のヴィックスバーグ(USS Vicksburg, CL-86)はクリーブランド級軽巡洋艦の24番艦で第二次世界大戦中から戦後にかけて活躍した軽巡洋艦であった。現在のヴィックスバーグのクレストには先代が受章した2つの従軍星章を意味する2つの星をくわえた鷲が長旗の上にとまる様子が描かれている。
2024年6月28日、ヴィックスバーグはサンディエゴで退役式典を行った。